# Bricelyn
La ville de Bricelyn est située dans le comté de Faribault, dans l’État du Minnesota, aux États-Unis. Sa population s’élevait à 365 habitants lors du recensement de 2010, estimée à 342 habitants en 2016.

## Histoire
La localité s’est développée avec l’arrivée du chemin de fer dans la région. En 1899, des parcelles de terrain ont été mises aux enchères. La ville a été nommée en hommage à John Brice, le propriétaire du site. Bricelyn dispose d’un bureau de poste depuis 1899.